# Labidiosticta vallisi
Labidiosticta vallisi är en trollsländeart som först beskrevs av Fraser 1955.  Labidiosticta vallisi ingår i släktet Labidiosticta och familjen Isostictidae. Inga underarter finns listade i Catalogue of Life.